# Avacopan
Avacopan ist ein Arzneistoff aus der Gruppe der C5aR-Antagonisten. Er wurde unter dem Namen Tavneos (ChemoCentryx, Inc.) im September 2021 in Japan und im Oktober 2021 in den USA zugelassen zur ergänzenden Behandlung von ANCA-assoziierter Vaskulitis, einer seltenen, entzündlichen Autoimmunerkrankung der Blutgefäße. ANCA steht für Anti-Neutrophile cytoplasmatische Antikörper, deren Vorkommen mit bestimmten Formen von Vaskulitiden (Granulomatose mit Polyangiitis und mikroskopische Polyangiitis) einhergeht.
In der EU ist Avacopan seit Januar 2022 zugelassen, Zulassungsinhaber ist ChemoCentryx' Partner Vifor-Fresenius Medical Care Renal Pharma. Zuvor hatte ChemoCentryx 2019 einen Zulassungsantrag für Avacopan (geplanter Name war Vynpenta) bei der EMA zurückgezogen.
Avacopan wird oral verabreicht.

## Wirkungsmechanismus
C5aR ist die Abkürzung für Komplement-5a-Rezeptor (englisch Complement-5a-Receptor), ein Oberflächenprotein, das im Komplementsystem der Immunantwort wirkt. Die Komplementaktivierung spielt eine wichtige Rolle in der Krankheitsentstehung der ANCA-Vaskulitiden. Avacopan hemmt selektiv am C5aR dessen Interaktion mit dem Anaphylatoxin C5a. In der Folge wird die Aktivierung und Migration der Neutrophilen blockiert. Der genaue Mechanismus ist nicht endgültig geklärt.

## Eigenschaften
Avacopan ist ein chirales Molekül mit zwei Stereozentren. Es stellt ein weißes bis leicht gelbliches kristallines Pulver dar, das in organischen Lösungsmitteln löslich, in Wasser jedoch praktisch unlöslich ist.

## Therapeutische Verwendung
Avacopan ist angezeigt zur ergänzenden Behandlung von erwachsenen Patienten mit schwerer ANCA-assoziierter Vaskulitis, die in zwei Formen auftritt: der Granulomatose mit Polyangiitis (GPA) und der mikroskopischen Polyangiitis (MPA). Die Behandlung erfolgt in Kombination mit einer Standardtherapie (Rituximab- oder Cyclophosphamid-Schema) einschließlich Glucocorticoide. Eine zusätzliche Gabe von Glucocorticoiden kann nicht vollständig entfallen.

### Nebenwirkungen und Anwendungsbeschränkungen
Unerwünschten Wirkungen, die gegebenenfalls entsprechende Vorsichtsmaßnahmen erfordern, sind  Hepatotoxizität, Überempfindlichkeitsreaktionen, Reaktivierung einer Hepatitis-B-Virus (HBV)-Infektion und schwere Infektionen.

### Klinische Prüfung
Avacopan wurde in einer placebokontrollierten, doppelblinden Phase-3-Studie (ADVOCATE-Studie) an Patienten mit ANCA-assoziierten Vaskulitis (Granulomatose mit Polyangiitis oder mikroskopische Polyangiitis) im Vergleich mit einer Glucocorticoidtherapie klinisch untersucht.
331 Patienten mit ANCA-assoziierter Vaskulitis erhielten entweder zweimal täglich 30 mg Avacopan (n = 166) über 52 Wochen oder nach einem Stufenplan dosiertes Prednison (n = 165). Alle Patienten erhielten ab Woche 15 zusätzlich entweder Cyclophosphamid (gefolgt von Azathioprin) oder Rituximab. Die beiden primären Endpunkte waren erstens die klinische Remission in Woche 26 gemäß einem Birmingham Vasculitis Activity Score (BVAS) von 0 und keine Einnahme von Glucocorticoiden in den vier Wochen vor Woche 26 und zweitens eine anhaltende Remission in Woche 52 und keine Einnahme von Glucocorticoiden in den vier Wochen vor Woche 52.
Eine Remission in Woche 26 wurde bei 72,3 % in der Avacopan-Gruppe 70,1 % in der Prednison-Gruppe erreicht. Eine anhaltende Remission in Woche 52 wurde bei 65,7 % der Patienten unter Avacopan und bei 54,9 % der Patienten unter Prednison beobachtet. Nach erreichter Remission (BVAS =0) war die Zeit bis zu einem Rezidiv unter Avacopan signifikant länger als unter Prednison. Schwerwiegende unerwünschte Ereignisse traten bei 37,3 % der Patienten unter Avacopan und bei 39,0 % der Patienten unter Prednison auf.

## Handelsnamen
Tavneos (EU, J, USA)